# Внутрішні Східні Карпати

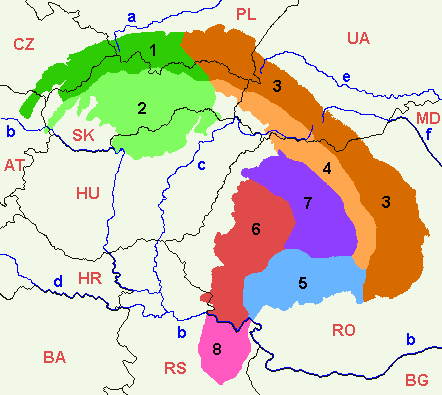
1. Зовнішні Західні Карпати
2. Внутрішні Західні Карпати
3. Зовнішні Східні Карпати
4. Внутрішні Східні Карпати
5. Південні Карпати
6. Західні Румунські Карпати
7. Трансильванське плато
8. Сербські Карпати

Вну́трішні Схі́дні Карпа́ти — внутрішня частина провінції Східних Карпат. Розташована у Словаччині, Україні та Румунії. Простягається від межі із Західними Карпатами, яка у Внутрішніх Карпатах проходить по річці Ондава у Словаччині, до перевалу Передял та долини річки Гімбав у Румунії (околиці міста Брашов), у південно-східному напрямку. Розташована в Румунії, Україні та (частково) Словаччині.
До Внутрішніх Східних Карпат у межах Словаччини відносять тільки вулканічний масив Вигорлат, східна частина якого заходить на територію України. Він є одним із масивів Вигорлат-Гутинського хребта, який своїм південно-східним краєм заходить у Румунію. В Україні до Внутрішніх Східних Карпат також відносять Солотвинське низькогір'я та два фрагменти Мармароського масиву (Рахівські гори та Чивчини). Найбільша частина території підпровінції Внутрішніх Східних Карпат знаходиться у межах Румунії. Тут до них відносять хребти і масиви, які входять до складу п'яти фізико-географічних областей. Серед них уже згадана область Вигорлат-Гутинського хребта, а також Мармарош-Родна, гори Бістриця, Келіман-Хергіта та Джурджу-Брашовська западина. Найвищий масив Внутрішніх Східних Карпат — Родна (Роднянські Альпи) розміщений у витоках Бістріци (Золотої Бистриці — правої притоки Серету та річки Сомеш (ліва притока Тиси), неподалік українсько-румунського кордону. Його вершина підноситься до висоти 2 303 м (г. П'єтрос — найвища точка усіх Внутрішніх Східних Карпат і усіх Східних Карпат).

## В Україні
В Україні розташовані в межах Закарпатської та (частково) Івано-Франківської областей. До цієї частини Карпат належать Вигорлат-Гутинський хребет (Вулканічний хребет), Верхньотисинська улоговина, а також Рахівські гори і Чивчини (частини Мармароського масиву).